# 9298 Geake
9298 Geake este un asteroid din centura principală de asteroizi.

## Descriere
9298 Geake este un asteroid din centura principală de asteroizi. A fost descoperit pe 15 mai 1985 la Stația Anderson Mesa de Edward L. G. Bowell. El prezintă o orbită caracterizată de o semiaxă mare de 2,57 ua, o excentricitate de 0,30 și o înclinație de 12,1° în raport cu ecliptica.